# Denuen
Denuen è una divinità egizia appartenente alla religione dell'antico Egitto, feroce e temibile dio-serpente (ma più simile a un drago che a un serpente) venerato nell'Antico Regno e menzionato nella prima letteratura egizia, i Testi delle piramidi (2350–2200 a.C. circa), dove si attesta che avrebbe causato una apocalittica conflagrazione, distruggendo le altre divinità, se non fosse stato prevenuto dal farlo ricevendo il giusto culto da parte del faraone defunto.